# Justicia assamica
Justicia assamica är en akantusväxtart som beskrevs av C. B. Cl.. Justicia assamica ingår i släktet Justicia och familjen akantusväxter. Inga underarter finns listade i Catalogue of Life.